# Норвезька Есперантистська Ліга
Норвезька Есперантистська Ліга (есп. Norvega Esperantista Ligo) — національна есперанто-організація Норвегії, секція Всесвітньої Есперанто-Асоціації.

## Поява есперанто-руху в Норвегії
Зародження есперанто-руху в Норвегії відбулося в 1891—1892 роках і було пов'язане з піонерами есперанто Ґуннаром Олсеном та Карлом Вішманом. Справжнім засновником руху в 1985 році став вчитель есперанто Халдор Мідґус. Він розробив підручник нової мови, проте не зміг його опублікувати. Мідґус був членом Мовного комітету 1905 року, помер у 1906 році.
Перші клуби есперанто були засновані в 1906 (Крістіанія), 1907 (Тронгейм) та 1909 (Берґен). Есперанто широко рекламувалось серед молоді та інших зацікавлених. У 1907 році було засновано заочний клуб із 85 членами; того ж року з'явився перший норвезький заочний курс та перший підручник. Перша норвезька есперанто-газета «Норвезький есперантист» (есп. «Norvega Esperantisto») побачила світ у 1909 році; до Першої світової війни виходило 4-6 випусків щороку.

## Від заснування Норвезької Есперантистської Ліги до Другої світової війни
У ті роки відчувалася потреба в центральному органі, здатному керувати загальнонаціональним рухом. Наприкінці 1910 року 16 есперантистів закликали спільноту до створення Норвезької Есперантистської Ліги. Установча нарада відбулася 27 січня 1911 року. У квітні 1911 року Ліга мала 67 членів.
Одним з головних завдань, які Ліга поставила перед собою, було розповсюдження читання на есперанто серед членів спілки. Але перші роки молодої організації не були легкими. Керівництво руху покинуло країну в 1912 році. Через два роки вибухнула Перша світова війна, що позначилась серйозним ударом по всьому руху в країні. Знаменними подіями стали заснування нового клубу в Крістіанії в 1916 році та поява підручника Бруно Ріфлінґа у 1918 році. Але Ріфлінґ, молодий студент-енергетик, обраний президентом Ліги, невдовзі помер від іспанського грипу.
«Норвезький есперантист» не виходив у 1915—1921 роках, але була угода про норвезьку сторінку в шведському «La Espero». Пізніше газета частково відновлювала свій випуск і лише з 1932 року вона знову з'являється регулярно — з десятьма випусками на рік у великому форматі.
У 1920 році робітники-есперантисти відокремилися від загального руху. У 1919 році в Крістіанії був заснований перший есперанто-клуб робітничого класу. Спочатку клуб швидко розвивався, а в наступні роки подібні клуби були створені в різних містах та професійних об'єднаннях. Була заснована Норвезька Асоціація робітників-есперантистів (есп. «Norvega Asocio de Laboristaj Esperantistoj»), яка видавала власну газету і мала видавництво. Робітничий есперанто-рух отримав підтримку від декількох спеціалізованих організацій. У 1927 році комуністи взяли на себе керівництво цією Асоціацією.
Після Першої світової війни і до 1930 року норвезький есперанто-рух був неактивним і представлений лише з двома клубами в Крістіанії та Тронгеймі.
Першою ознакою повторного розквіту був радіокурс 1928—1929 років. Але справжнє відродження відбулося у 1930 році завдяки проведенню курсів Андрео Чеха в університеті Осло. Курс слухали понад 80 студентів. Подібні курси за методикою Чеха проводилися протягом десятиріччя по всій країні. Восени того ж року з Угорщини прибув інженер-хімік доктор Оттмар Фішер. Протягом трьох років він провів 29 курсів у багатьох районах країни та заснував кілька клубів. Потім до Норвегії приїхав естонський викладач Генрік Сеппік, який продовжив цю роботу. Серед керівників курсів були також і норвежці: Йенс Шйерве, Освальд Ніколайсен та Рольф Буґґе-Паулсен.
Було засновано десятки клубів, у рекордному році до складу Ліги входило 36 клубів. Загальна кількість членів досягла 700.
У 1934 році в Осло до Всесвітнього конгресу в Стокгольмі відбувся попередній конгрес, який став першим великим міжнародним есперанто-заходом в Норвегії.

## Від Другої світової війни до 1960-го року
Під час Другої світової війни зусилля есперантистів були зосереджені навколо двох цілей: мовного вдосконалення членів та збереження організації і членства в ній. Кілька слабких клубів зникли, членство в цілому скоротилося, але в декількох місцях люди збиралися, щоб пройти курси в приватних оселях.
Першою великою повоєнною подією було створення в 1946 році акціонерної компанії «Видавництво Есперанто» (есп. «Eldonejo Esperanto»). Видавництво випускало есперанто-періодику, підручники, словники, переклади та оригінальні твори на есперанто.
Поступово діяльність курсів відновилася, були створені нові клуби та зросла кількість членів. В 1953 році вона досягла рекорду — 943.
У 1952 році в Осло відбувся 37-й Всесвітній Конгрес Есперанто. Конгрес мав великий успіх, у ньому взяли участь понад 1600 людей з понад 40 країн. Конгресовим центром були будівлі університету в центрі міста.
Починаючи з кінця 1940-х років есперанто починають викладати у школах як предмет за вибором.

## Новий етап
Проте в наступні десятиліття престижність есперанто у Норвегії падає. На тлі повсюдного поширення англійської мови ставало все складнішим залучення слухачів до денних мовних курсів. Постійно зростаючі витрати на життя також перешкоджали працевлаштуванню іноземних керівників курсів, кількість курсів зменшувалася.
У 1960 році в Лізі було 22 клуби і 660 членів. З того часу кількість клубів і їх членів неухильно зменшувалася. У 2011 році залишилось 10 клубів, з яких активною була лише половина.
Національні конгреси, спочатку щорічні, проводяться з 1961 року кожен другий рік у різних куточках країни. Починаючи з 2000 року, у рік, коли немає національного конгресу, Ліга проводить загальнонаціональний семінар для своїх членів. В останні роки в роботі семінару можна брати участь віддалено — по телефону та в Інтернеті.
Окрім того, що Ліга є національною організацією, вона займається також і співпрацею з есперанто-спільнотами сусідніх країн. У 1965 році в Осло відбулася зустріч есперантистів Скандинавії. У 1986 році в Бенгтсфорсі (Швеція) відбулася зустріч на тему «Есперанто в школах» (есп. «Esperanto en la lernejoj»). Норвезько-шведські зустрічі проводилися в 1981 і 1982 роках, а наприкінці 1980-х — щорічні особисті зустрічі президентів. В кінці 1990-х років намітилася співпраця з російськими есперантистами (Мурманськ).
У 1996 році Ліга створила власну вебсторінку (esperanto.no — адреса починаючи з 1998 року).

## Видатні представники Ліги
Серед членів Ліги був письменник, який заслужив собі міжнародне визнання — Йоган Хаммонд Росбах (1921—2004) написав десяток романів і новел. Слід згадати також перекладачів на есперанто Ерлінґа Анкера Хауґена (1909—1989) та Одда Танґеруда (1919—2010).